# Burg Forstenberg
Die Burg Forstenberg, auch Burg Forstberg genannt, ist die Ruine einer hochmittelalterlichen Adelsburg bei dem Ortsteil Karlstein des oberpfälzischen Marktes Regenstauf im bayerischen Landkreis Regensburg in Deutschland. Die Anlage ist unter der Aktennummer D-3-75-190-46 als denkmalgeschütztes Baudenkmal von Karlstein verzeichnet. Ebenso wird sie als Bodendenkmal unter der Aktennummer D-3-6838-0014 im Bayernatlas als „archäologische Befunde im Bereich der mittelalterlichen Burgruine "Forstenberg"“ geführt.
Die Ruine der Höhenburg auf 425 m ü. NN ist jederzeit frei zugänglich.

## Geschichte
Vermutlich wurde die Burg im 13. Jahrhundert (Eine Gründung im 12. Jahrhundert ist ungewiss) von den Herren von Forstenberg, die Ministerialen der mächtigen Herren von Hohenfels waren, als Stammsitz erbaut. Nach 1330 fiel die Burg an Friedrich den Hofer, der sich von da an „von Vorchtenberg“ nannte. Ein Winhir der Awaer (aus dem Regensburger Geschlecht der Auer) wird 1387 als Pfleger von Vorchtenberkch bezeichnet. Nach mehreren Besitzerwechseln kam die Burg 1393 in den Besitz des Landgrafen Johann von Leuchtenberg (Erbauer von Schloss Karlstein). Auf ihn ist die Entstehung einer Vorburg zurückzuführen, die aber nicht fertiggestellt wurde, da die Burg bereits kurze Zeit später (1404) an Jakob Muracher ging. Danach gelangte die Burg an einer Stephan Deuerlinger. Von diesem erwarb 1460 Heinrich Zenger die Burg sowie das Schloss Karlstein. Der Ausbau des Schlosses in Karlstein dürfte auch der Grund sein, warum Forstenberg verfiel. Nach mehreren Besitzerwechseln war spätestens im 17. Jahrhundert die Burg aufgegeben und ganz verfallen.

## Beschreibung

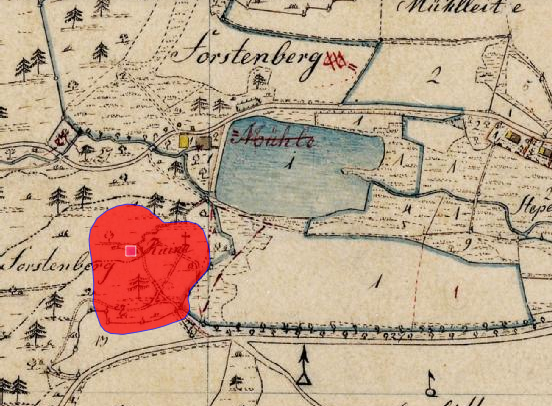
Lageplan von Burg Forstenberg auf dem Urkataster von Bayern

Von der kleinen Hauptburg ist nur noch die Ruine eines fünfeckigen Bergfriedes aus Bruchsteinmauerwerk mit Eckquaderung erhalten. Er ist durch einen rund fünf Meter tiefen schluchtartigen Halsgraben von der wesentlich größeren Vorburg getrennt. In dieser sind noch Wallreste und ein verflachter, rechteckiger Graben sowie Mauerschutt erhalten.